# Desperado (film)
Desperado (în engleză Desperado) este un film de acțiune american din 1995, scris și regizat de Robert Rodriguez. Actorul Antonio Banderas interpretează rolul unui fost mariachi care vrea să se răzbune pe lordul drogurilor care i-a ucis iubita. 
Desperado este continuarea filmului independent al lui Rodriguez El Mariachi (1992) și al doilea film din "Trilogia Mariachi". El a fost vizionat în competiția pentru Festivalul de Film de la Cannes din 1995.

## Rezumat
Un american fără nume (Steve Buscemi) povestește la un bar din Mexic o întâmplare despre cum a asistat la un masacru comis într-un alt bar de un om (Antonio Banderas) cu o cutie de chitară plină cu arme. Patronii barului tresar când omul menționează că mariachi îl căuta pe un om pe nume "Bucho". Mai târziu, americanul îl vizitează pe mariachi spunându-i că barul este un loc bun de plecare pentru a-l căuta pe Bucho. Între timp, barman îl avertizează pe Bucho că un "om îmbrăcat în negru" îl caută, iar Bucho își sporește măsurile de securitate.
El Mariachi ajunge în oraș și se împrietenește cu un băiat. Intrând în bar el este recunoscut de către patroni, angajați ai lui Bucho, și se angajează într-un schimb de focuri cu ei, ucigându-i pe toți. În timp ce iese el este urmărit de către singurul supraviețuitor, care reușește să-l rănească înainte de a fi ucis. În timpul întâlnirii cu supraviețuitorul, el salvează viața Carolinei, frumoasa proprietară a librăriei. 
Când se trezește, el observă că rănile sunt vindecate de Carolina (Salma Hayek), proprietara librăriei. El își dă seama că Bucho deține controlul asupra Carolinei și a întregului oraș plătindu-i pe oameni pentru a-i ascunde activitățile ilegale. Mai târziu, el se întâlnește cu prietenul său american la o biserică din apropiere, dar la ieșire ei sunt atacați de asasinul Navajas (Danny Trejo), care-l ucide pe american și-l rănește pe El Mariachi, cu un set de cuțite. În timp ce El Mariachi fuge pe o alee din spate pentru a se ascunde, Navajas este întrerupt de sosirea limuzinei lui Bucho și este ucis de către bodyguarzii lui Bucho înainte ca aceștia să-și dea seama că el a fost trimis de superiorii lui Bucho pentru a-l ucide pe El Mariachi. În acea noapte el se întoarce la Carolina și cei doi cedează în fața dorințelor și fac dragoste.
A doua zi, El Mariachi și Carolina sunt prinși într-o ambuscadă de către oamenii lui Bucho, care au fost trimiși să-i omoare pe amândoi. Când oamenii lui Bucho dau foc librăriei, cei doi scapă prin acoperiș. După ce ajunge pe acoperiș, El Mariachi apucă una din armele sale și vrea să tragă în Bucho care ieșise din limuzina sa, dar ezită brusc și pune arma deoparte după ce-i vede fața. Carolina îl întreabă de ce nu trage, dar el nu răspunde. Mai târziu, la un hotel, El Mariachi îi spune Carolinei să plece din sat și să folosească banii pe care îi are ascunși pentru a începe o viață nouă, dar ea îi spune că banii erau ascunși în cărțile care au fost arse. El decide apoi să apeleze la prietenii lui, Campa (Carlos Gallardo) și Quino (Albert Michel, Jr.), care se întâlnesc cu el și se duc într-o parte pustie a orașului pentru a se confrunta cu oamenii lui Bucho. Campa și Quino sunt uciși în luptă, dar cele trei mariachi reușesc să-i ucidă pe majoritatea crimninalilor. Totuși, El Mariachi descoperă că băiețelul pe care-l cunoscuse mai devreme a fost împușcat. El și Carolina îl duc pe băiat la spital, înainte de a merge la ferma lui Bucho. La sosirea lor, este dezvăluit faptul că El Mariachi și Bucho sunt frați; numele real al lui Bucho este César și el se adresează lui El Mariachi ca Manito (probabil o contracție de la hermanito, care înseamnă "fratele mai mic"). Bucho, cu toate acestea, este înfuriat de trădare Carolinei și amenință să o omoare. El Mariachi, aflat în imposibilitatea de a suporta moartea unei alte iubite, scoate pistoalele sale din mânecile hainei și-l împușcă mortal pe Bucho.
Întors la spital, cuplul află că băiatul se va recupera de pe urma rănilor. El Mariachi îi spune Carolinei că îi va mulțumi și apoi pleacă. Apoi, în timp ce mergea pe jos prin deșert, Carolina oprește mașina în dreptul lui și îi cere să i se alăture. El își aruncă chitara înainte ca el și Carolina să plece, dar apoi oprește și se întoarce să o ridice ("pentru orice eventualitate"), înainte de a conduce mai departe în timp ce soarele apunea.

## Distribuție
- Antonio Banderas - El Mariachi (Manito, o prescurtare de la hermanito)
- Salma Hayek - Carolina
- Joaquim de Almeida - Bucho (Cesar)
- Cheech Marin - barmanul
- Steve Buscemi - Buscemi
- Carlos Gómez - Right Hand (creditat Carlos Gomez)
- Quentin Tarantino - omul care a venit să ia banii
- Tito Larriva - Tavo
- Angel Aviles - Zamira
- Danny Trejo - Navajas
- Abraham Verduzco - kakka mies
- Carlos Gallardo - Campa
- Albert Michel Jr. - Quino
- David Alvarado - Buddy
- Angela Lanza - turista
- Peter Marquardt - Moco

## Producție
Acest film este o continuare a filmului independent El Mariachi. Desperado a contribuit la creșterea renumelui actorului Antonio Banderas și a făcut-o celebră pe Salma Hayek. 
Quentin Tarantino, prietenul lui Rodriguez, are o apariție scurtă în film ca "tipul care a venit să ia banii". Carlos Gallardo, care a interpretat rolul titular în El Mariachi, apare în Desperado în rolul Campa, un prieten al lui Mariachi.
Raúl Juliá trebuia să-l interpreteze inițial pe Bucho, dar a murit înainte ca filmările să înceapă la 24 octombrie 1994.

### Muzică
Muzica filmului a fost compusă și interpretată de formația rock Los Lobos din Los Angeles, care a interpretat rock chicano și muzică tradițională ranchera. Interpretarea sa a cântecului "Mariachi Suite" a câștigat Premiul Grammy pentru cea mai bună interpretare instrumentală pop la Premiile Grammy din 1995. Alți artiști de pe albumul coloanei sonore sunt Dire Straits, Link Wray, Latin Playboys și Carlos Santana. Muzicianul Tito Larriva are un mic rol în film, iar trupa sa, Tito & Tarantula, a contribuit la coloana sonoră.

## Recepție
Filmul are în prezent un rating de 62% "Fresh" pe situl Rotten Tomatoes, în timp ce Empire Magazine a acordat filmului patru stele.